# Jaroslav Doubrava
Jaroslav Doubrava (* 4. April 1948) ist ein tschechischer Politiker. Er ist Senator für den Bezirk Ústí nad Labem, ehemaliger Bürgermeister von Telnice und Mitglied der Partei Severočeši.cz (Nordböhmen.cz). Von 1990 bis 2010 war er Mitglied der kommunistischen Partei KSČM.

## Werdegang
Jaroslav Doubrava absolvierte eine elektrotechnische Berufsschule. Er ist verheiratet und Vater zweier Kinder.
Von 1978 bis 2010 war er in der regionalen Politik als Sekretär der Nationalversammlung der Gemeinde tätig. 1998 wurde er zum Senator gewählt. Im Senat des Parlaments der Tschechischen Republik war er 1998 bis 2004 stellvertretender Vorsitzender des Immunitätsausschusses sowie Mitglied des Ausschusses für auswärtige Angelegenheiten, Verteidigung und Sicherheit.
2010 ist er von der KSČM in die Partei Severočeši.cz übergetreten. 2010 wurde er erneut zum Senator gewählt.

## Außenpolitische Tätigkeit
Als am 2. November 2014 in der Volksrepublik Lugansk zum ersten Mal Präsidentschafts- und Parlamentswahlen stattfanden, war auch Senator Doubrava als Beobachter dabei. Er hat ungefähr 15 Wahllokale bereist und dabei keine Unregelmäßigkeiten festgestellt. Die Wahlen wurden auch von anderen europäischen Politikern beobachtet, darunter Ewald Stadler aus Österreich und Magdalena Taschewa aus Bulgarien.